# Итажу
Итажу (порт. Itaju)  —  муниципалитет в Бразилии, входит в штат Сан-Паулу. Составная часть мезорегиона Бауру. Входит в экономико-статистический  микрорегион Жау. Население составляет 2844 человека на 2006 год. Занимает площадь 228,777 км². Плотность населения — 12,4 чел./км².

## История
Город основан в 1898 году.

## Статистика
- Валовой внутренний продукт на 2003 составляет 91.521.650,00 реалов (данные: Бразильский институт географии и статистики).
- Валовой внутренний продукт на душу населения на 2003 составляет 33.280,60 реалов (данные: Бразильский институт географии и статистики).
- Индекс развития человеческого потенциала на 2000 составляет 0,807 (данные: Программа развития ООН).